# Rouwnon
De rouwnon (Lonchura nigerrima) is een zangvogel uit de familie van de prachtvinken (Estrildidae). De vogel werd in 1899 door Lionel Walter Rothschild en Ernst Hartert geldig beschreven als aparte soort. Het taxon wordt ook wel beschouwd als ondersoort van Hunsteins non (L. hunsteini) die eerder werd beschreven en voorkomt op het eiland Nieuw-Ierland.

## Verspreiding en leefgebied
Deze soort is endemisch op Lavongai (Neu-Hannover, toenmalig Duits Nieuw-Guinea). BirdLife beschouwt dit taxon als ondersoort van Hunsteins non en deze soort is niet bedreigd.